# Branislav Nušić
Branislav Nušić (Бранислав Нушић), född 20 oktober 1864 i Belgrad, död där 19 januari 1938, var en serbisk författare. 
Nušić dömdes för en politisk satir till två års fängelse, varunder han i kåserande form skrev Lističi, skildrande livet i Belgrad. Som serbisk konsul i Pristina och Skopje gjorde han värdefulla erfarenheter, som han samlade i de historisk-etnografiska studierna Kraj obala Ohridskog jezera (Vid Ohridsjöns stränder, 1892) och Kosovo, opis zemlje i naroda (1898). Bland hans berättelser märks Pripovetke jednoga kaplara (En korprals minnen från det serbisk-bulgariska kriget, 1885; ny upplaga 1895) och Ramazanske večeri (tio berättelser ur det muslimska livet). Som sekreterare vid serbiska nationalteatern i Belgrad riktade han den serbiska repertoaren med flera skådespel och komedier.